# До Аведон
До Аведон (англ. Doe Avedon; 7 апреля 1925[…], Олд-Уэстбери, Нью-Йорк — 18 декабря 2011[…], Энсино, Калифорния; имя при рождении — Доркас Мари Науэлл) — американская модель, актриса кино и телевидения, меньше известна как актриса театра.

## Биография
Доркас Мари Науэлл родилась 7 апреля 1925 года в деревне Олд-Уэстбери (штат Нью-Йорк, США). Когда девочке было три года, её мать умерла, и далее она воспитывалась отцом, который служил дворецким у успешного адвоката. Когда Доркас было 12 лет она стала круглой сиротой, девочку удочерила та самая богатая семья, которой служил её отец.
В возрасте 19 лет Доркас начала работать в нью-йоркском банке «книжным офисным клерком», по собственным словам. Именно там она познакомилась с начинающим фотографом Ричардом Аведоном (1923—2004). Пара очень быстро, в 1944 году, поженилась, и Ричард решил сделать из своей юной жены топ-модель. Именно он уговорил девушку изменить имя с Доркас на До(у), так как, по его словам, «её широко расставленные карие глаза похожи на глаза лани» и начал активно фотографировать До, размещая её снимки на всех возможных своих выставках. Пять лет спустя брак был аннулирован. Сразу после этого своего первого брака Аведон бросила карьеру модели (она сказала, что это занятие ей никогда не нравилось), а начала карьеру теле- и киноактрисы. В 1948—1949 годах также сыграла в двух бродвейских постановках, но дальнейшая её театральная карьера не сложилась. В 1949 году получила премию «Театральный мир».
Впрочем, особой известности До не получила и на экране. С 1949 по 1958 год (с заметными перерывами) она снялась в восьми телесериалах и четырёх кинофильмах, в 1984 году разово вернулась на широкий экран, появившись в фильме «Потоки любви», и на этом её карьера была окончена.
В феврале 1952 года Аведон и её второй (на тот момент) муж Мэттьюс отправились в долгую поездку на автомобиле из Нью-Йорка в Лос-Анджелес. До не справилась с управлением на обледеневшем участке дороги, её занесло, машина перевернулась. Женщина получила небольшие травмы, но мужчина погиб.
В 1957 году Аведон прошла кастинг на одну из главных ролей в телесериале «Как выйти замуж за миллионера», однако после съёмок и просмотра пилотного эпизода продюсеры решили заменить её другой актрисой — Мерри Андерс. В итоге этот сериал стал вполне успешным, длился два года, в эфир вышло 52 серии.
До Аведон скончалась 18 декабря 2011 года в медицинском центре в Лос-Анджелесе, в районе Энсино от пневмонии. Похоронена на кладбище «Голливудские холмы».

### Личная жизнь
- В 1944 году вышла замуж за начинающего фотографа Ричарда Аведона (1923—2004)[13]. Взяла его фамилию, по его настоянию изменила имя с Доркас на До(у). В 1949 году брак был аннулирован[6].
- В 1951 году Аведон вышла замуж за малоизвестного актёра Дэна Мэттьюса (1922—1953)[14]. Два года спустя 31-летний мужчина по её вине погиб в ДТП.
- 1 февраля 1957 года Аведон вышла замуж за известного режиссёра и продюсера Дона Сигела (1912—1991)[15]. Брак продолжался 18 лет, у пары родилось четверо детей[6] (два сына и две дочери[5]), но в апреле 1975 года последовал развод.

### Факты
В 1957 году на экраны вышел фильм «Забавная мордашка». В главных персонажах — Джо Стоктон и Дике Эйвери — легко узнаются До Аведон и Ричард Аведон, соответственно. Сценарий написал Леонард Герш, который был другом семьи Аведонов.

## Фильмография
- 1949 — Мозаика / Jigsaw — Кэролайн Риггс[16]
- 1949 — Телевизионный театр Philco[англ.] / The Philco Television Playhouse — Лоретта Харрингтон (в эпизоде What Makes Sammy Run?)
- 1954 — Великий и могучий[англ.] / The High and the Mighty — мисс Сполдинг
- 1954 — Глубоко в моём сердце / Deep in My Heart — Лиллиан Харрис Ромберг
- 1955—1956 — Большой городок[англ.] / Big Town — Диана Уокер (в 13 эпизодах)
- 1956 — Босс / The Boss — Элси Рейнольдс
- 1957 — Телевизионный театр Форда[англ.] / The Ford Television Theatre — Рут Хардинг (в эпизоде The Idea Man)
- 1958 — Театр Alcoa[англ.] / Alcoa Theatre — Рут (в эпизоде The Victim)
- 1958 — Кульминация![англ.] / Climax! — Элис Питерс (в эпизоде Albert Anastasia - His Life and Death)
- 1984 — Потоки любви / Love Streams — миссис Кинер